# Johanneshovs IP
Johanneshovs IP (volledige naam: Johanneshovs Idrottsplats) was een multifunctioneel stadion in de Zweedse stad Stockholm. Het beschikte over een grasveld, twee gravelbanen en een atletiekbaan. Het stadion werd gebouwd in 1918, onderging in 1940 een uitbreiding en werd in 1967 gesloopt. Johanneshovs IP had een capaciteit van 12.000 toeschouwers.
Het stadion was de thuishaven van de voetbalclub Hammarby IF. Die verplaatste haar activiteiten naar het Söderstadion, wat op de locatie van Johanneshovs IP werd gebouwd.

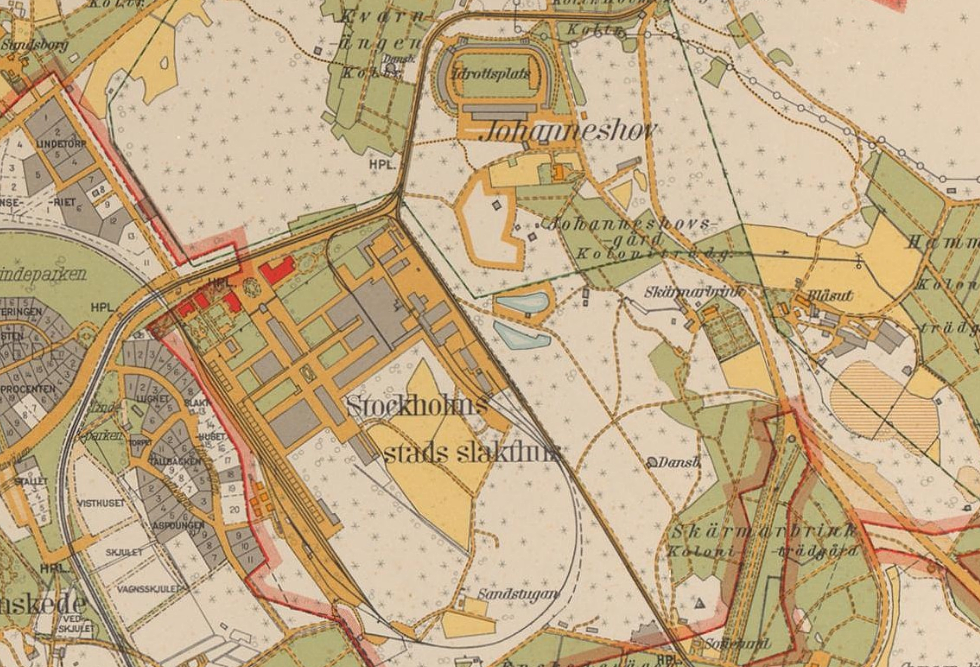
Johanneshovs IP op een kaart uit 1920, bovenaan in het midden (Idrottsplats).